# Ochthera painteri
Ochthera painteri är en tvåvingeart som beskrevs av Cresson 1931. Ochthera painteri ingår i släktet Ochthera och familjen vattenflugor.
Artens utbredningsområde är Guatemala. Inga underarter finns listade i Catalogue of Life.